# Jean Seberg
Jean Seberg, (13. november 1938 i Iowa, USA – 30. august 1979 i Paris, Frankrig), var en amerikansk skuespiller. 
Allerede i sine unge år var Seberg bidt af teateret. Hun blev kendt da hun, blandt 18.000 konkurrenter, blev udvalgt til at spille hovedrollen i filmen Saint Joan (1957). Virakken omkring filmen gjorde Seberg berømt allerede inden filmindspilningen overhovedet var påbegyndt.
Hennes karriere i hjemlandet begyndte snart at vakle, og hun begav sig derfor til Europa, hvor hun spillede hovedrollen som amerikansk beatnik i Jean-Luc Godards debutfilm Breathless (1960).
Hun bosatte sig i Frankrig og var fra 1963 til 1970 gift med Romain Gary.
På grund af sin støtte til De Sorte Pantere udsattes hun under J. Edgar Hoovers dage for en systematisk smædekampagne, i hvilken forbindelse flere aviser under hendes graviditet påstod at barnet ikke var hendes mands, men var avlet med en sort borgerrettighedsaktivist. Kort efter aborterede hun, men fostrets hudfarve beviste at påstandene var usande. Hun forsøgte senere at begå selvmord, blandt andet ved at hoppe ud foran et tog i Paris, men mislykkedes med det. Til sidst tog hun en overdosis sovetabletter skyllet ned med alkohol.